# Кадошкино
Кадо́шкино — рабочий посёлок в Республике Мордовия Российской Федерации. Административный центр Кадошкинского района и Кадошкинского городского поселения. Железнодорожная станция Кадошкино.
Население  — 3960 человек (2021).

## Этимология
Название-антропоним: в 90-е гг. 19 в. путеобходчиком на рзд. 575-я верста, как утверждают старожилы, работал человек по фамилии Кадошкин.

## География
Расположен в 53 км (по прямой) и 77 км (по автодороге) от столицы республики города Саранска.
Средняя температура января -11,1°С, июля +19,4°С

## История
В 1930 г. в Кадошкино было 3 хозяйства (59 чел.).
В с. Старокорсаковский Майдан (ныне в составе Кадошкино) создан колхоз «Красный выборжец», с 1997 г. — СХПК.
Указом Президиума Верховного Совета Мордовской АССР от 19 апреля 1968 года объединено с селом Старокорсаковский Майдан в рабочий посёлок Кадошкино.

## Население
| \| 1959[3] \| 1970[4] \| 1979[5] \| 1989[6] \| 2002[7] \| 2009[8] \| 2010[7] \| \| -------- \| -------- \| -------- \| -------- \| -------- \| -------- \| -------- \| \| 1505 \| ↗3548 \| ↗4909 \| ↗5141 \| ↘4874 \| ↘4689 \| ↗4704 \| \| 2012[9] \| 2013[10] \| 2014[11] \| 2015[12] \| 2016[13] \| 2017[14] \| 2018[15] \| \| ↘4633 \| ↘4589 \| ↘4524 \| ↘4427 \| ↘4343 \| ↘4307 \| ↘4221 \| \| 2019[16] \| 2020[17] \| 2021[1] \| \| \| \| \| \| ↘4128 \| ↘4017 \| ↘3960 \| \| \| \| \| 1000 2000 3000 4000 5000 6000 1970 2010 2016 2021 |       |       |       |       |       |       |
| 1959 | 1970  | 1979  | 1989  | 2002  | 2009  | 2010  |
| 1505 | ↗3548 | ↗4909 | ↗5141 | ↘4874 | ↘4689 | ↗4704 |
| 2012 | 2013  | 2014  | 2015  | 2016  | 2017  | 2018  |
| ↘4633 | ↘4589 | ↘4524 | ↘4427 | ↘4343 | ↘4307 | ↘4221 |
| 2019 | 2020  | 2021  |       |       |       |       |
| ↘4128 | ↘4017 | ↘3960 |       |       |       |       |

## Известные уроженцы, жители
Кадошкино — родина хозяйственного руководителя Ю. В. Репина, доктора медицинских наук А. В. Зорькиной, заслуженного работника культуры РМ Р. Н. Бусаровой, организатора и солиста театра песни «Росичи» И. А. Лисенкова.

## Экономика
- АО «Кадошкинский электротехнический завод». Предприятие выпускает более ста видов продукции, на его долю приходится 19% всего объема производства светильников наружного освещения в России, 60 %  светильников сельскохозяйственного назначения и 34 % пускорегулирующих аппаратов. http://www.ketz13.narod.ru
- АО «Мир цветов» — один из крупнейших в России тепличных комплексов по выращиванию роз, построенный голландскими специалистами. Это современный комплекс, использующий самые прогрессивные технологии выращивания роз в защищённом грунте. http://www.mirtsvetov.ru

## Инфраструктура
Кадошкинская средняя общеобразовательная школа, Детский сад "Теремок", Физкультурно-оздоровительный комплекс, Стадион "Электротехник", Районный Дом Культуры, Районная центральная библиотека.

## Средства массовой информации
Телевидение
Всероссийские каналы, находящиеся в общественном доступе
- Первый канал
- Россия-1
- ТВ Центр
- НТВ
- Петербург — Пятый канал

Радиовещание
- 66,68 МГц — Радио России / ГТРК Мордовия
- 68,24 МГц — Маяк
- 98,8 МГц — Дорожное радио (Рузаевка)
- 99,6 МГц — Радио ENERGY (Пенза)
- 102,6 МГц — Маяк FM
- 103,7 МГц — Авторадио Саранск
- 105,2 МГц — Радио Экспресс в Пензе
- 105,6 МГц — Милицейская волна
- 106,3 МГц — DFM
- 106,7 МГц — Юмор FM
- 106,8 МГц — Радио Мир
- 107,2 МГц — МС Радио

Газеты
«Возрождение» — районная газета на русском языке, издающаяся в Кадошкинском районе. Основана в 1935 году. Выходит 1 раз в неделю (пятница). Тираж составляет 1150 экземпляров. У газеты имеется собственный сайт.

## Спорт
- Футбольная команда «Светосервис» (Прежние названия: «Труд» до 1980 года, «Электротехник» до 2002 года), чемпион Республики Мордовия по футболу 2011, 2012,2014 г.,"серебряный" (2010) и «бронзовый» (1972) призёр чемпионата Мордовии, финалист Кубка Мордовии (1983).
- Футбольная команда "Кадошкино".

## Русская православная церковь
- Храм Святого Игнатия Брянчанинова. 12 июля 2013 года возвели купола. 14 февраля 2015 года произошло освящение и открытие храма, которое возглавил митрополит Зиновий.

## Достопримечательности
- Обелиск погибшим войнам в годы Великой Отечественной войны;
- Памятник В. И. Ленину;
- Ещё один памятник погибшим войнам в годы Великой Отечественной войны;
- Памятник «Всем влюблённым»;

## Транспорт
Через посёлок проходит Московско-Казанский исторический железнодорожный ход  с одноимённой станцией. Рядом располагается автостанция.